# Naissance en 844
Naissance
- 840
- 841
- 842
- 843
- 844
- 845
- 846
- 847
- 848

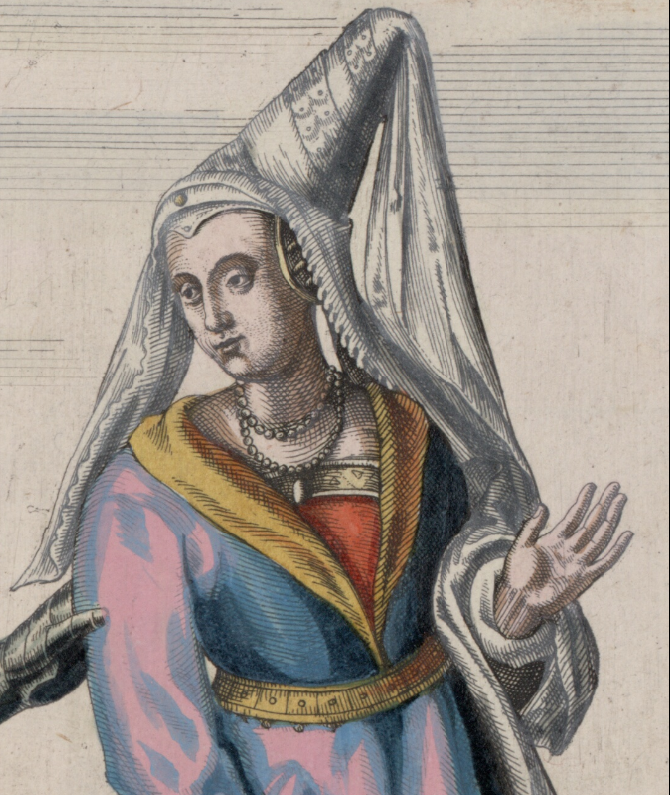
Judith de France, né vers 844.

Cette page dresse une liste de personnalités nées au cours de l'année 844 :
- Abd Allah ben Muhammad, émir omeyyade de Cordoue.
- Al-Mundhir, émir omeyyade de Cordoue.
- Al-Mutamid, calife abbasside de Bagdad.

date incertaine (vers 844)
- Judith de France, reine de Wessex puis comtesse de Flandre.
- Yu Xuanji, poète et courtisan chinois.

## Crédit d'auteurs
- Cet article est partiellement ou en totalité issu de l'article intitulé « 844 » (voir la liste des auteurs).